# Jerónimo del Campo y Roselló
Jerónimo del Campo y Roselló (Madrid, 1802-1861) fue un ingeniero, académico y escritor español.

## Biografía
Nació en Madrid el 29 o el 30 de septiembre de 1802. Huérfano desde muy joven, estudió en la  Escuela de Ingenieros de Caminos, Canales y Puertos, donde más tarde sería profesor. Fue también director del Observatorio astronómico de Madrid, al cual decidió transformar en observatorio meteorológico, y de la publicación Boletín de Caminos, además de colaborador de la Revista de Obras Públicas y académico numerario de la Real Academia Española desde 1839, en la silla I, y de la Real Academia de Ciencias Exactas, Físicas y Naturales desde 1847, con la medalla 20. También fue miembro de la Real Academia de Bellas Artes de la Purísima Concepción de Valladolid. Falleció el 3 de marzo de 1861.